# Gustavo Andino
Gustavo Andino (15 de octubre de 1960 - agosto de 1995) fue un baterista argentino de Heavy Metal. Conocido por haber sido parte del movimiento fundacional del "Heavy Metal" en Argentina perteneció a grandes bandas de esta escena como La Maquina Infernal, Punto Rojo y la legendaria V8 (1979).

## Carrera
Durante sus comienzos, a principios de los setenta fue parte de La Máquina Infermal, la primera banda de JAF, Juan A Ferreyra,  junto al bajista Roberto Taccone y Mario Aguirre en segunda guitarra.  Esta banda tenía los ensayos en casa de Ferreyra, en la ciudad Ituzaingó (en las afueras de Buenos Aires). Los temas que realizaban eran covers de Deep Purple, Creedence Clearwater Revival, The Beatles, Ten Years After y algunos propios. Tocaban por toda la zona oeste. El último recital de esta banda se realizó en el Club Fragio de Ituzaingó. La banda duró 2 años y medio, tocando por toda la zona oeste.
En 1981 se unió al guitarrista Walter Giardino —ex Ensamble y posterior Rata Blanca (1985)— y al bajista Daniel Maestri —alias (Pancho) posterior Kamikaze (1985)— para formar un trío de Hard Rock llamado Punto Rojo, del cual Giardino era vocalista. La banda logró destacarse dentro del ambiente under, pero nunca llegó a grabar un disco. En aquel momento, participaron en un festival organizado por la Asociación Madres de Plaza de Mayo.
El 14 de abril de 1983 Punto Rojo y Magnum 44 tenían previsto telonear a V8 (1979) en un concierto a realizarse en la Casa Eslovaca (ubicada en la calle José Mármol), bajo la organización de 10000 Watts. Pero finalmente, Punto Rojo no se pudo presentar. Punto Rojo se disuelve en 1984.
En el año 1985 es recomendado por Walter Giardino, ya miembro de V8, para ocupar el puesto de baterista de V8, dado que no encontraban un reemplazo para Gustavo Rowek. Su estancia no fue duradera, sería sustituido por Adrián Cenci. Más adelante, Giardino correría la misma suerte.

## Fallecimiento
Gustavo Andino, falleció en el año 1995 a los 34 años, pero la causa de su fallecimiento no se encuentra disponible.
- Datos: Q5889459